# Bank of East Asia

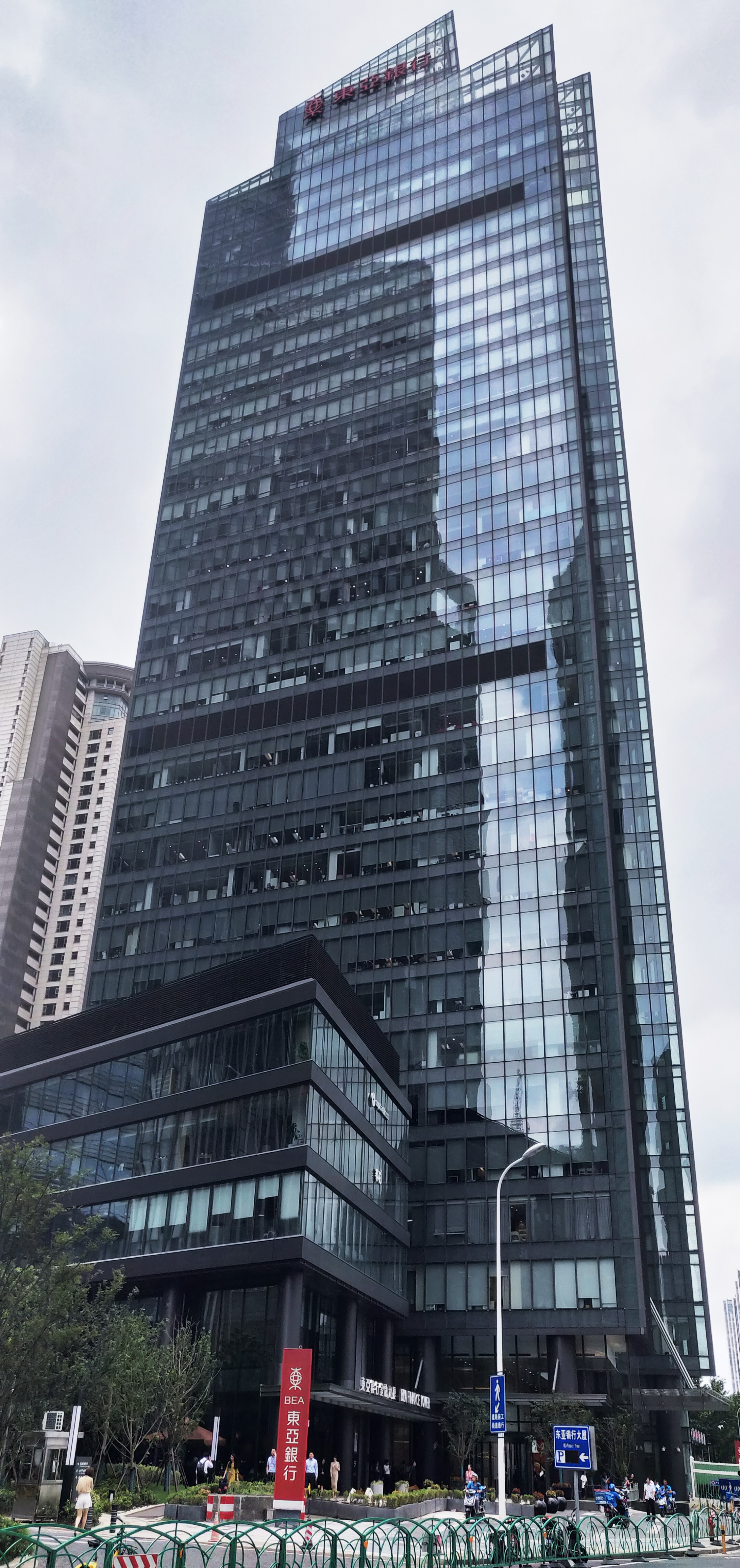
Шанхайський офіс BEA

Bank of East Asia (東亞銀行有限公司 або BEA) - третій за величиною банк Гонконгу, після The Hongkong and Shanghai Banking Corporation та Bank of China (Hong Kong), і найбільший незалежний місцевий банк. .

## Історія
На початку XX століття у банківському секторі Гонконгу домінували британські банки, але після закінчення Першої світової війни почали з'являтися банки, започатковані китайцями. Одним із перших і найуспішніших був Bank of East Asia (BEA, Східно-Азійський банк). Він був заснований у 1918 році чотирма сім'ями - Лі, Он, Кань і Фун, згодом сім'я Лі зайняла провідні ролі у банку. У 1920 році були відкриті перші закордонні відділення.
Після китайської революції банку було дозволено зберегти відділення у Шанхаї. У 1952 році було відкрито відділення у Сінгапурі. У 1969 році BEA першим із китайських банків Гонконгу комп'ютеризував банківські операції, а також розмістив акції на Гонконзькій фондовій біржі, ставши незмінною складовою індексу Hang Seng. У 1975 році спільно з Bank of America були випущені перші кредитні картки у гонконгських доларах;
У 2012 році Bank of East Asia продав групі Industrial and Commercial Bank of China 80 % свого американського підрозділу з активами 780 млн. доларів. Ця операція стала знаковою — уперше у своїй історії Федеральна резервна система США дозволила китайському державному банку (ICBC на 70 % належить уряду КНР) придбати американську фінансову організацію  . Станом на 2015 рік активи Bank of East Asia становили 102,6 млрд. доларів США.

## Власники та керівництво
Найбільшими пакетами акцій володіють : Sumitomo Mitsui Financial Group (Японія, 19,01) %), Criteria Caixa (Іспанія, 17,3 %), Hong Leong Company (Malaysia) Berhad (Малайзія, 14,15) %)  

## Діяльність
Мережа банку налічує близько 200 відділень у 40 містах КНР, у Гонконгу, Макао та на Тайвані, а також у Малайзії (Лабуан та Куала-Лумпур), Сінгапурі, Великій Британії (Лондон, Бірмінгем, Манчестер) та США (Нью-Йорк та Лос-Анджелес).
Виручка в 2020 році склала 17,3 млрд. гонконгських доларів, з них 11,6 млрд. припало на чистий процентний дохід, 2,9 млрд. — на комісійний дохід. На Гонконг припало 10 млрд. виручки, на материковий Китай — 5,1 млрд., на інші країни — 1,8 млрд. Активи на кінець 2020 року склали 884 млрд. гонконгських доларів ($114 млрд.), з них 509 млрд. припало на видані кредити, 144 млрд - на інвестиції в цінні папери; 575 млрд. припало на Гонконг, 235 млрд. — на материковий Китай. Ухвалені депозити склали 589 млрд  .